# Стуленков, Александр Вадимович
Александр Вадимович Стуленков (род. 9 августа 1992, Нижний Новгород, Россия) — российский профессиональный баскетболист, играющий на позиции тяжёлого форварда.

## Карьера
В возрасте 10-11 лет Стуленков начал заниматься баскетболом в нижегородской СДЮШОР №7. Первым тренером Александра был его отец — Вадим Вячеславович Стуленков.
В августе 2011 года отдан в аренду в «Динамо-Ставрополь».
Сезон 2013/2014 форвард провёл в системе казанского УНИКСа, а также выступал в составе ННГУ в чемпионате Международной Студенческой Баскетбольной Лиги. Александр также принимал участие в матче звёзд этой лиги в Сербии.
В августе 2014 года вернулся в «Нижний Новгород», подписав 1-летний контракт. Перед началом сезона 2014/2015 Стуленков был отдан в аренду в экспериментальную сборную «Россия». В её составе, Александр провёл 34 игры и набирал 3,6 очка, 2,2 подбора, 0,2 передачи, 0,3 перехвата и 0,1 блок-шота в среднем за матч.
В октябре 2015 года Стуленков вновь был в отдан в аренду. Новым клубом Александра стал «Спартак-Приморье».
В ноябре 2016 года Стуленков стал игроком «Буревестника». в составе ярославской команды провёл 19 игр, из которых 8 выходил в стартовой пятёрке. За 15 минут игрового времени, средняя статистика Александра составила 6,6 очков и 3,8 подбора за игру.
В июне 2017 года Стуленков продлил контракт с «Буревестником» ещё на 1 сезон.
В сезоне 2018/2019 Стуленков выступал за «Зенит-Фарм». В составе петербургского клуба принял участие в 28 матчах Суперлиги-1 и набирая 7,8 очка, 4,1 подбора и 0,7 передачи.
В июле 2019 года Стуленков вернулся в «Буревестник». В сезоне 2019/2020 Александр отметился статистикой в 9,1 очка, 3,5 подбора и 1 передачу в среднем за матч.
В августе 2020 года Стуленков перешёл в «Новосибирск».
В июле 2022 года Стуленков стал игроком «Динамо» (Владивосток).
В июле 2023 года Стуленков вернулся в УНИКС.
В сезоне 2023/2024 Стуленков стал серебряным призёром Единой лиги ВТБ и серебряным призёром чемпионата России.
В июне 2024 года Стуленков продлил контракт с УНИКСом.

## Достижения
- Серебряный призёр Единой лиги ВТБ: 2023/2024
- Бронзовый призёр Единой лиги ВТБ: 2024/2025
- Серебряный призёр Суперкубка Единой лиги ВТБ: 2024
- Серебряный призёр чемпионата России: 2023/2024
- Бронзовый призёр чемпионата России: 2024/2025
- Чемпион Суперлиги-2 дивизион: 2017/2018